# Будча
Будча (словац. Budča, угор. Zólyombúcs) — село, громада в окрузі Зволен, центральна Словаччина. Кадастрова площа громади — 15,91 км². Населення — 1351 особа (за оцінкою на 31 грудня 2017 р.).
Перша згадка 1225 року.

## Географія
Протікає річка Турова.

## Населення
| Рік:            | 1994. | 2004.    | 2014.   | 2024.   |
| --------------- | ----- | -------- | ------- | ------- |
| Кількість осіб: | 979   | 1181     | 1295    | 1370    |
| Різниця:        |       | +20,63 % | +9,65 % | +5,79 % |

| Рік:            | 2023. | 2024.   |
| --------------- | ----- | ------- |
| Кількість осіб: | 1379  | 1370    |
| Різниця:        |       | -0,65 % |